# نجيب النواخذة
نجيب النواخذة ممثل بحريني بدأ مسيرته الفنية في عالم التمثيل عام 2009 من خلال مشاركته في مسلسل سوالف طفاش بدور الخباز غلوم

## أعماله

### المسلسلات
- سوالف طفاش 1
- سوالف طفاش 2
- سوالف طفاش 3

### الأفلام
- فيلم سوالف طفاش (جزيرة الهلامايا) .